# 小行星2242
小行星2242（2242 Balaton）是一颗绕太阳运转的小行星，为主小行星带小行星。该小行星于1936年10月13日发现。
該小行星以匈牙利最大的湖泊巴拉頓湖命名。

## 轨道参数
小行星2242的轨道半长轴为2.2085407 UA，离心率为0.117。